# سپربانو

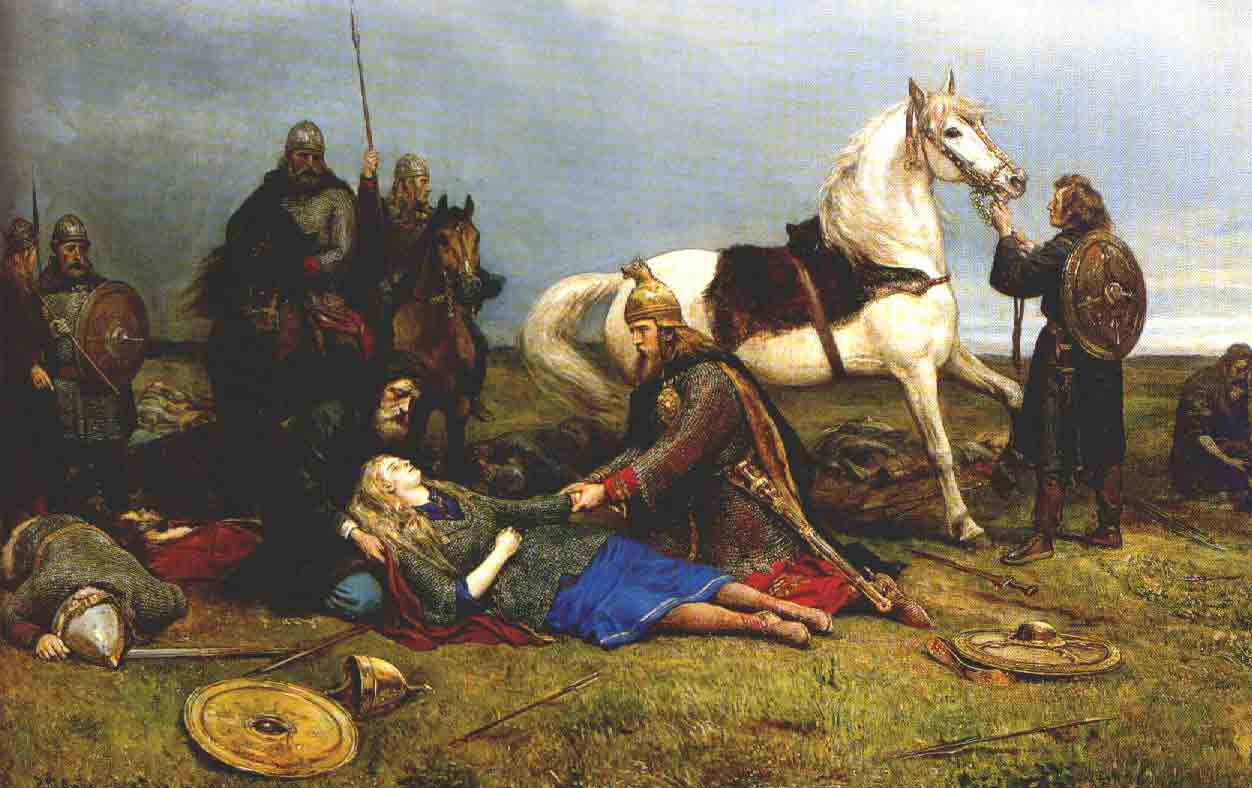
هروور در بستر مرگ در پی جنگ با هون‌ها نقاشی اثر پیتر نیکولای آربو.

بانوی سپردار (Shield-maiden) (به نروژی: skjaldmær، شیولدمور) در اساطیر اسکاندیناوی زنانی هستند که برای جنگجویی انتخاب می‌شدند. سپربانوها دریانوردانی بودند که توفان‌ها را به‌حرکت در می‌آوردند و اقیانوس‌ها را می‌شکافتند. باکره‌های سپر همچنین در داستان‌های دیگر نژاد ژرمن‌ها همچون: گوت‌ها، مارکومان‌ها و کیمبری‌ها نقش داشتند.

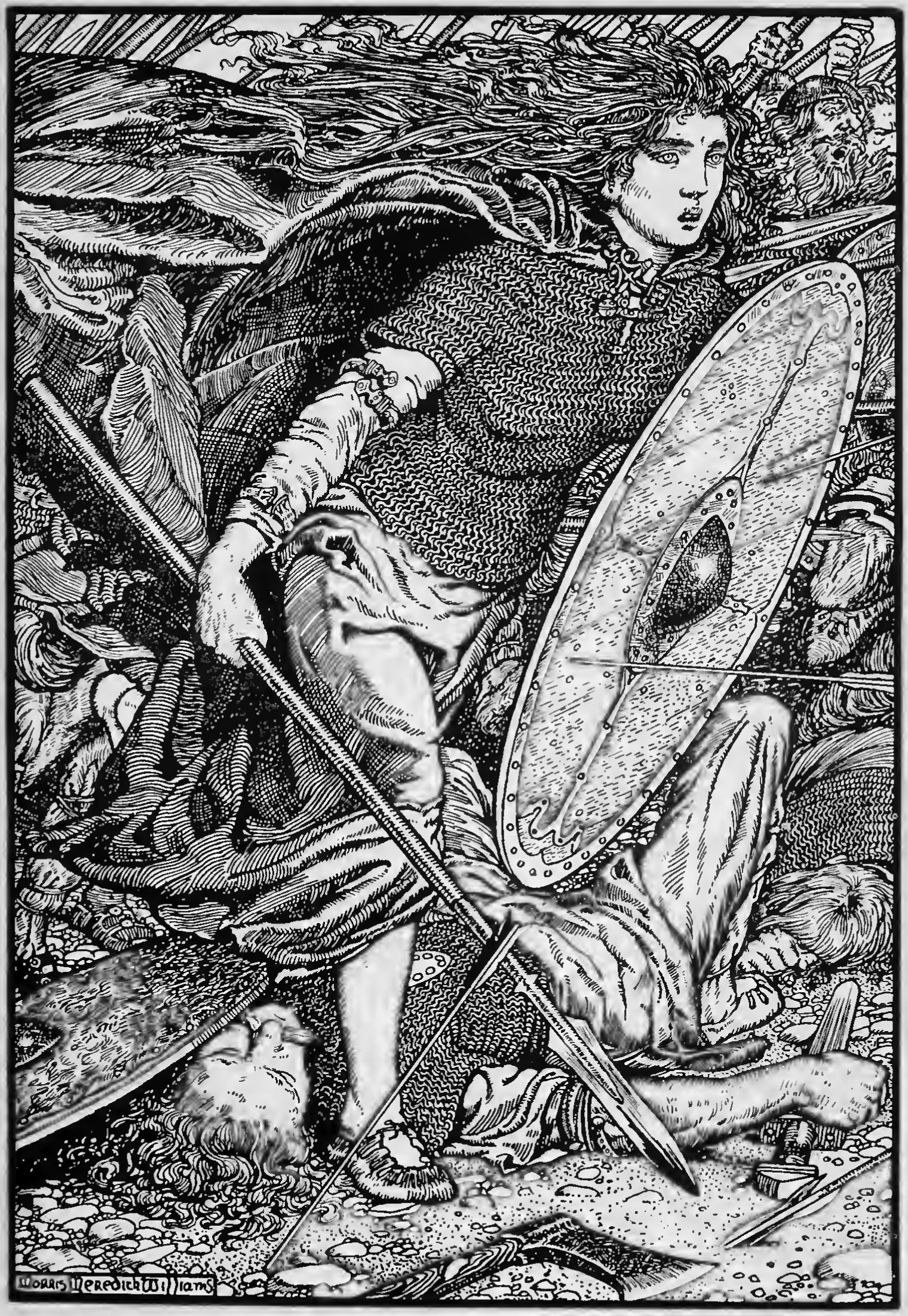
اثری بر روی سنگ از لاگرتا توسط نقاش بریتانیایی موریس ویلیامز (۱۹۱۳)

از مشهورترین آن‌ها به‌نام الف‌هیلد (Alfhild) دختر سیرارد (Sirard) بود که دختری زیبا و پاک بود. او به عنوان رئیس دزدان دریائی انتخاب شده بود. الف‌هیلد بوسیله الف (Alf) پادشاه جوان دریا شکست خورد و با او ازدواج کرد.
هروور (Hervor) دختر آنگانتیر یک باکرهٔ سپر قدرتمند و بی‌باک بود که همانند مردان لباس می‌پوشید و مبارزه می‌کرد. او پس از کشته شدن پدرش در دوئلی (به دست قهرمان سوئدی هالمار) به دنیا آمد و به عنوان یک برده بزرگ شد تا هنگامی که از هویت اصلی پدر خود مطلع شد، از جمله این واقعیت که پدرش دارای شمشیری جادویی با نام تیرفینگ بود و هر بار که از غلاف بیرون کشیده می‌شد، حریف را از پای در می‌آورد. او دختری بلند قد، قوی، سرسخت و دارای موهایی قرمز مایل به طلایی بود. زمانی که دختران دیگر در روستا مشغول یادگیری بافندگی، رنگ کردن گلدان‌ها و انجام دیگر کارهای خسته‌کننده بودند، هروور به تمرین سوارکاری، تیراندازی و شمشیرزنی می‌پرداخت.
لاگرتا (Lagertha) بر طبق افسانه‌ها، یک سپربانوی وایکینگ دانمارکی در منطقه‌ای که در حال حاضر نروژ به حساب می‌آید، بود. او همسر وایکینگ نامدار، راگنار لودبروک بود. لاگرتا یک جنگجوی ماهر آمازون به‌شمار می‌رفت، اگرچه او یک زن بود، اما شجاعتی مثال‌زدنی همانند مردها داشت و در میان دلیرترین سلحشورها با موهایی افتاده بر روی شانه‌هایش به مبارزه می‌پرداخت. همه از کارهای بی‌نظیر او شگفت‌زده می‌شدند و تنها موهایی که از پشتش به پایین ریخته بود، زن بودنش را فاش می‌کرد.
ائووین (Éowyn) در داستان «ارباب حلقه‌ها» اثر جی. آر. آر. تالکین، دختر ائوموند و برادرزادهٔ تئودن پسر ثنگل، شاه روهان، از خاندان ائورل جوان است. او یک باکرهٔ سپر است و در نبرد پله‌نور، علی‌رغم فرمان تئودن، با لباس مبدل و نام مستعار درن‌هلم شرکت کرد و پادشاه‌جادوگر آنگمار را کشت و پیش‌گویی گلورفیندل را محقق کرد. ائووین با فارامیر، کارگزار گاندور، ازدواج کرد و آن‌ها با هم در تپه‌های امین آرنن در ایتیلین با هم زندگی کردند. فارامیر به او لقب بانوی سفید روهان داد.